# GABRR3
Receptor gama-aminobutirne kiseline, podjedinica ro-3 je protein koji je kod ljudi kodiran GABRR3 genom. Protein kodiran ovim genom je podjecinica GABAA-ρ receptora.

## Literatura
- Croci C, Brändstatter JH, Enz R (2003). „ZIP3, a new splice variant of the PKC-zeta-interacting protein family, binds to GABAC receptors, PKC-zeta, and Kv beta 2”. J. Biol. Chem. 278 (8): 6128—35. PMID 12431995. doi:10.1074/jbc.M205162200.
- Craddock N, Jones L, Jones IR,  . (2010). „Strong genetic evidence for a selective influence of GABAA receptors on a component of the bipolar disorder phenotype”. Mol. Psychiatry. 15 (2): 146—53. PMID 19078961. doi:10.1038/mp.2008.66.
- Alakuijala A, Palgi M, Wegelius K,  . (2005). „GABA receptor rho subunit expression in the developing rat brain”. Brain Res. Dev. Brain Res. 154 (1): 15—23. PMID 15617751. doi:10.1016/j.devbrainres.2004.09.010.
- Bailey ME, Albrecht BE, Johnson KJ, Darlison MG (1999). „Genetic linkage and radiation hybrid mapping of the three human GABA(C) receptor rho subunit genes: GABRR1, GABRR2 and GABRR3”. Biochim. Biophys. Acta. 1447 (2–3): 307—12. PMID 10542332. doi:10.1016/S0167-4781(99)00167-0.
- Gratacòs M, Costas J, de Cid R,  . (2009). „Identification of new putative susceptibility genes for several psychiatric disorders by association analysis of regulatory and non-synonymous SNPs of 306 genes involved in neurotransmission and neurodevelopment”. Am. J. Med. Genet. B Neuropsychiatr. Genet. 150B (6): 808—16. PMID 19086053. doi:10.1002/ajmg.b.30902.
- Muzny DM, Scherer SE, Kaul R,  . (2006). „The DNA sequence, annotation and analysis of human chromosome 3”. Nature. 440 (7088): 1194—8. PMID 16641997. doi:10.1038/nature04728.

## Spoljašnje veze
- GABRR3+protein,+human на 